# Thamnobryum subserratum
Thamnobryum subserratum là một loài Rêu trong họ Neckeraceae. Loài này được (Hook. ex Harv.) Nog. & Z. Iwats. miêu tả khoa học đầu tiên năm 1972.